# Andro Švrljuga
Andro Švrljuga (Rijeka, 24. listopada 1985.) je hrvatski nogometaš koji trenutno igra za HNK Orijent 1919. 
Karijeru je započeo u pomlatku Rijeke, a nastavio u Pomorcu. Zatim prelazi u Istru 1961, u koju je prešao 2007. godine. 2010. godine potpisao je za svoj matični klub Rijeku. Igra na poziciji desnog braniča, ali je polivalentan nogometaš pa može igrati i na desnoj strani veznog reda. 

## Klupski uspjesi
Žalgiris:
- A lyga (3): 2013., 2014., 2015.
- Litavski nogometni kup (3): 2012./2013., 2013./2014., 2014./2015.
- Litavski nogometni superkup (1): 2013.

Sūduva
- A lyga (3): 2017., 2018., 2019.
- Litavski nogometni superkup (2): 2018., 2019.

## Vanjske poveznice
- Profil na Transfermarktu
- Profil na Soccerwayu